# انهيار أرضي في إنغا (2024)
في 24 مايو 2024، حدث انهيار أرضي في موليتاكا [الإنجليزية] في بابوا غينيا الجديدة. وتراوحت تقديرات عدد الوفيات من 160 إلى 2000. وبعد أسبوع، انتشلت إحدى عشرة جثة، لكن هناك العديد من الأشخاص في عداد المفقودين، بما في ذلك حوالي 2500 في قريتي كاوكالام [الإنجليزية] وتوليبانا وحدهما.

## الخلفية
تشهد بابوا غينيا الجديدة بانتظام انهيارات أرضية مميتة ساهمت فيها تضاريسها الجبلية، والطقس، والمناخ، والفقر، وسوء ممارسات استخدام الأراضي، وسوء الإدارة الحكومية. وفي عام 2024، شهدت البلاد هطول أمطار غزيرة وفيضانات. وفي أبريل 2024، توفي 14 شخصًا في انهيار أرضي، بينما توفي 21 شخصًا في انهيار أرضي قبل شهر واحد.

### السبب
في 18 مايو، حدث زلزال بقوة 4.5 ميغاواط على بعد 105 كم غرب المكان الذي حدث فيه الانزلاق. ضرب الزلزال على عمق 126.2 كم، وعُدّ السبب المحتمل للانزلاق الأرضي. قال الصليب الأحمر أنه لا يوجد أي مؤشر على أن الزلازل تسبب به، بدلاً من ذلك يعود إلى إما تعدين الذهب [الإنجليزية] أو الأمطار الغزيرة.
وألقى رئيس وزراء بابوا غينيا الجديدة، جيمس مارب، باللوم على تغير المناخ في الكارثة.

## التأثير
حدث الانهيار الأرضي في حوالي الساعة الثالثة صباحًا بتوقيت المحيط الهادئ [الإنجليزية] يوم 24 مايو 2024 (17:00 بالتوقيت العالمي يوم 23 مايو)، بعد إزاحة كمية كبيرة من الحطام من منحدرات الحجر الجيري لجبل مونجالو. ودمرت ست قرى في مايب موريتاكا الريفية. ودمرت عشرات المنازل في قرية كاوكالام وحدها، ودُفن ما يقدر بنحو 500 شخص. تسبب الانهيار الأرضي في إغلاق طريق عام بالقرب من منجم بورغيرا للذهب ‏، ودمرت 150 متر (490 قدم) من الطريق الرئيس المؤدي إلى كاوكالام، مما تسبب في مخاوف بشأن إمدادات الوقود والسلع. من جهتها، أكدت إدارة المنجم إن عملياته الاعتيادية لم تتأثر وأن الوقود الموجود في الموقع يكفي لصيانة المنشأة لمدة 40 يوما. كما دُفن في الانهيار الأرضي طاقم بناء الطرق الذي كان يعمل على الطريق العام.
دُفن ما يقرب من 2000 شخص في قرية توليبانا. تسبب الانهيار الأرضي في إغلاق طريق هايلاندز العام ‏ الذي يربط المنطقة بالعاصمة بورت مورسبي. ودُفنت ودُمرت المزارع التي كانت توفر الغذاء للقرية ومجاري المياه الثلاثة التابعة لها. وقدر مسؤول في منظمة الهجرة الدولية أن المساحة التي شملها الانهيار الأرضي تعادل ما بين «ثلاثة وأربعة ملاعب كرة قدم». وتشير التقديرات اللاحقة إلى أن المساحة التي شملها الانهيار الأرضي تبلغ 90,000 متر مربع (970,000 قدم2). ووصل عمق الحطام من 6 إلى 8 أمتار.
ظهرت تقديرات متضاربة للضحايا في أعقاب الكارثة، والتي تعزى إلى عدم وجود إحصاءات سكانية محدثة منذ آخر تعداد وطني في عام 2000 ووجود عمال مناجم من قرى أخرى في المنطقة المتضررة وتواجد نازحين بسبب الصراعات القبلية. في 27 مايو، قدرت بعض المصادر عدد القتلى في قرية يامبالي وحدها بـ 2000 شخص. ولم يُؤكد المسؤولون الحكوميون هذه الأرقام. وفي 29 مايو/أيار، أعلن عضو المجلس ورئيس لجنة الكوارث في موليتاكا، جامان ياندام، عن مقتل أكثر من 160 شخصًا، نقلاً عن إحصاء أجراه زعماء القرية. وتشير التقديرات إلى أن أكثر من 4000 شخص تأثروا بشكل مباشر بالكارثة. وانتشلت خمس جثث وساق الضحية السادسة. أصيب ما لا يقل عن 17 شخصًا  وأُنقذ أربعة آخرين، بينما أُبلغ عن تدمير أو دفن 1,182 منزلًا. ويُعتقد أن الانهيار الأرضي أدى أيضًا إلى دفن أكثر من 5000 خنزير، و100 متجر، وخمس مركبات، بالإضافة إلى مركزين صحيين. تضرر 250 منزلاً إضافيًا بسبب الظروف الأرضية غير المستقرة، مما أدى إلى نزوح حوالي 1250 شخصًا.

## الروابط الخارجية
- "فيديو شاهد عيان يلتقط "كارثة" الانهيار الأرضي في بابوا غينيا الجديدة" - فيديو لآثار الانهيار الأرضي نشرته شبكة إن بي سي نيوز
- "مخاوف من مقتل المئات بعد أن ضرب الانهيار الأرضي قرية في بابوا غينيا الجديدة" - صور لما بعد الحادث نشرتها صحيفة هندوستان تايمز